# Белбрен
Белбрен (фр. Bellebrune) насеље је и општина у североисточној Француској у региону Север-Па д Кале, у департману Па де Кале која припада префектури Булоњ сир Мер.
По подацима из 2011. године у општини је живело 346 становника, а густина насељености је износила 65,04 становника/km². Општина се простире на површини од 5,32 km². Налази се на средњој надморској висини од 86 метара (максималној 105 m, а минималној 38 m).

## Демографија
| 1962. | 1968. | 1975. | 1982. | 1990. | 1999. | 2011. |
| ----- | ----- | ----- | ----- | ----- | ----- | ----- |
| 139   | 150   | 158   | 171   | 179   | 246   | 346   |

График промене броја становника у току последњих година